# Trichiosoma nanae
Trichiosoma nanae är en stekelart som beskrevs av Vikberg och Viitasaari 1991. Trichiosoma nanae ingår i släktet Trichiosoma, och familjen klubbhornsteklar. Arten har ej påträffats i Sverige.